# Xenon Kino

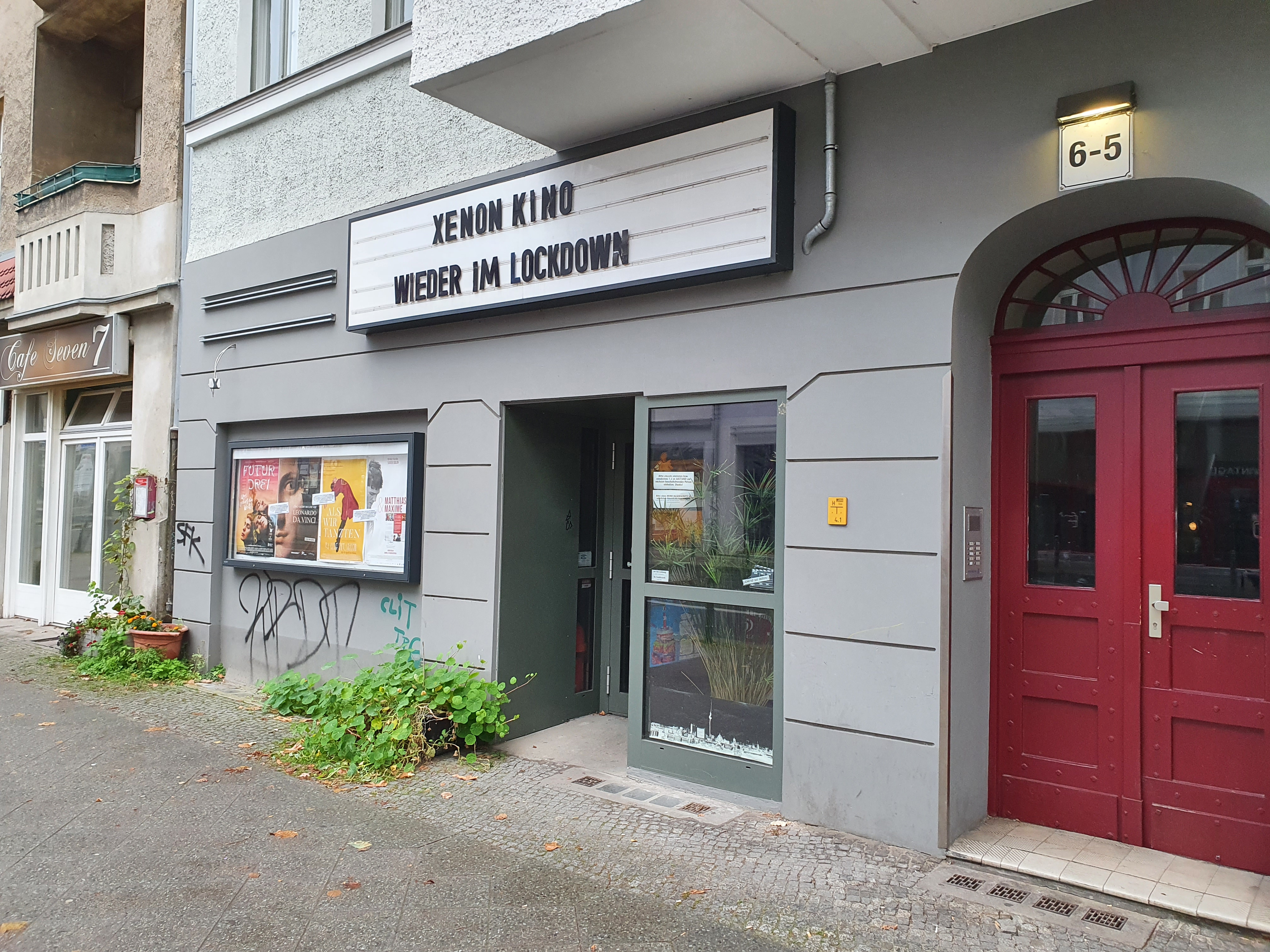
Xenon Kino (2020)

Das Xenon Kino Berlin wurde am 1. Oktober 1909 unter dem Namen Colonna Lichtspiele im Erdgeschoss eines Berliner Mietwohnhauses in der Kolonnenstraße 5–6 (seinerzeit Colonnenstraße) in Berlin-Schöneberg eröffnet.
Es ist damit nach dem Moviemento das zweitälteste noch in Betrieb befindliche Kino Berlins und das erste nachweisbare Kinematographentheater Schönebergs. Bis 1978 firmierte das Kino unter dem Namen Colonna.
Das Xenon Kino ist das einzige Kino in Berlin, das sich seit Mitte der 1990er Jahre primär auf ein schwul-lesbisches bzw. queeres Publikum ausrichtet.